# Gare du Pénity
Gare du Pénity vasútállomás Franciaországban, Duault településen.

## Vasútvonalak
Az állomást az alábbi vasútvonalak érintik:
- Guingamp-Carhaix-vasútvonal

## Kapcsolódó állomások
A vasútállomáshoz az alábbi állomások vannak a legközelebb:
- Gare de Callac (Gare de Guingamp, Guingamp-Carhaix-vasútvonal)
- Gare de Carnoët - Locarn (Gare de Carhaix, Guingamp-Carhaix-vasútvonal)